# Gernot Trauner
Gernot Trauner (Linz, 25 marzo 1992) è un calciatore austriaco, difensore del Feyenoord e della nazionale austriaca.

## Carriera

### Club
Trauner ha iniziato la sua carriera con il LASK Linz, facendo il suo debutto in Bundesliga come sostituto di René Aufhauser in una sconfitta per 1-0 a SV Ried il 31 luglio 2010. Ha giocato in 10 ulteriori partite di campionato in quella stagione, ma ha perso la totalità della stagione 2011/12 per infortunio. Dopo il recupero dal suo infortunio, Trauner ha firmato un contratto triennale con la SV Ried.

### Nazionale
Trauner ha rappresentato l'Austria nella Under-18, Under 19 e Under 21 di livello ed era un membro della squadra austriaca in Under 19 Championship 2010 Europeo UEFA, dove ha giocato in tutte e tre le partite in Austria e ha segnato contro l'Inghilterra.

## Statistiche

### Presenze e reti nei club
Statistiche aggiornate al 17 gennaio 2025.
| Stagione         | Squadra          | Campionato       | Campionato | Campionato | Coppe nazionali | Coppe nazionali | Coppe nazionali | Coppe continentali | Coppe continentali | Coppe continentali | Altre coppe | Altre coppe | Altre coppe | Totale | Totale |
| Stagione         | Squadra          | Comp             | Pres       | Reti       | Comp            | Pres            | Reti            | Comp               | Pres               | Reti               | Comp        | Pres        | Reti        | Pres   | Reti   |
| ---------------- | ---------------- | ---------------- | ---------- | ---------- | --------------- | --------------- | --------------- | ------------------ | ------------------ | ------------------ | ----------- | ----------- | ----------- | ------ | ------ |
| 2010-2011        | LASK             | BL               | 13         | 0          | CA              | 2               | 0               | -                  | -                  | -                  | -           | -           | -           | 15     | 0      |
| 2012-2013        | Ried             | BL               | 15         | 0          | CA              | 2               | 0               | -                  | -                  | -                  | -           | -           | -           | 17     | 0      |
| 2013-2014        | Ried             | BL               | 21         | 0          | CA              | 2               | 0               | -                  | -                  | -                  | -           | -           | -           | 23     | 0      |
| 2014-2015        | Ried             | BL               | 29         | 1          | CA              | 2               | 0               | -                  | -                  | -                  | -           | -           | -           | 31     | 1      |
| 2015-2016        | Ried             | BL               | 29         | 4          | CA              | 2               | 0               | -                  | -                  | -                  | -           | -           | -           | 31     | 4      |
| 2016-2017        | Ried             | BL               | 10         | 0          | CA              | 0               | 0               | -                  | -                  | -                  | -           | -           | -           | 10     | 0      |
| Totale Ried      | Totale Ried      | Totale Ried      | 104        | 5          |                 | 8               | 0               |                    | -                  | -                  |             | -           | -           | 112    | 5      |
| 2017-2018        | LASK             | BL               | 31         | 1          | CA              | 3               | 0               | -                  | -                  | -                  | -           | -           | -           | 34     | 1      |
| 2018-2019        | LASK             | BL               | 28         | 4          | CA              | 5               | 1               | UEL                | 4                  | 0                  | -           | -           | -           | 37     | 5      |
| 2019-2020        | LASK             | BL               | 28         | 3          | CA              | 4               | 1               | UCL                | 4+9                | 1+1                | -           | -           | -           | 45     | 6      |
| 2020-2021        | LASK             | BL               | 29         | 4          | CA              | 5               | 0               | UEL                | 6                  | 1                  | -           | -           | -           | 40     | 5      |
| lug. 2021        | LASK             | BL               | 0          | 0          | CA              | 1               | 0               | -                  | -                  | -                  | -           | -           | -           | 1      | 0      |
| Totale LASK      | Totale LASK      | Totale LASK      | 129        | 12         |                 | 20              | 2               |                    | 23                 | 3                  |             | -           | -           | 172    | 17     |
| 2021-2022        | Feyenoord        | E                | 30         | 0          | CO              | 1               | 0               | UECL               | 15                 | 0                  | -           | -           | -           | 46     | 0      |
| 2022-2023        | Feyenoord        | E                | 19         | 0          | CO              | 2               | 0               | UEL                | 10                 | 0                  | -           | -           | -           | 31     | 0      |
| 2023-2024        | Feyenoord        | E                | 19         | 1          | CO              | 4               | 0               | UCL+UEL            | 4+0                | 0+0                | -           | -           | -           | 27     | 1      |
| 2024-2025        | Feyenoord        | E                | 9          | 0          | CO              | 0               | 0               | UCL                | 8                  | 1                  | -           | -           | -           | 17     | 1      |
| Totale Feyenoord | Totale Feyenoord | Totale Feyenoord | 77         | 1          |                 | 7               | 0               |                    | 37                 | 1                  |             | -           | -           | 121    | 2      |
| Totale carriera  | Totale carriera  | Totale carriera  | 310        | 18         |                 | 35              | 2               |                    | 60                 | 4                  |             | -           | -           | 415    | 24     |

### Cronologia presenze e reti in nazionale
| Cronologia completa delle presenze e delle reti in nazionale ― Austria | Cronologia completa delle presenze e delle reti in nazionale ― Austria | Cronologia completa delle presenze e delle reti in nazionale ― Austria | Cronologia completa delle presenze e delle reti in nazionale ― Austria | Cronologia completa delle presenze e delle reti in nazionale ― Austria | Cronologia completa delle presenze e delle reti in nazionale ― Austria | Cronologia completa delle presenze e delle reti in nazionale ― Austria | Cronologia completa delle presenze e delle reti in nazionale ― Austria |
| Data                                                                   | Città                                                                  | In casa                                                                | Risultato                                                              | Ospiti                                                                 | Competizione                                                           | Reti                                                                   | Note                                                                   |
| ---------------------------------------------------------------------- | ---------------------------------------------------------------------- | ---------------------------------------------------------------------- | ---------------------------------------------------------------------- | ---------------------------------------------------------------------- | ---------------------------------------------------------------------- | ---------------------------------------------------------------------- | ---------------------------------------------------------------------- |
| 16-10-2018                                                             | Herning                                                                | Danimarca                                                              | 2 – 0                                                                  | Austria                                                                | Amichevole                                                             | -                                                                      | 78’                                                                    |
| 11-11-2020                                                             | Lussemburgo                                                            | Lussemburgo                                                            | 0 – 3                                                                  | Austria                                                                | Amichevole                                                             | 1                                                                      |                                                                        |
| 18-11-2020                                                             | Vienna                                                                 | Austria                                                                | 1 – 1                                                                  | Norvegia                                                               | UEFA Nations League 2020-2021 - 1º Turno                               | -                                                                      | 81’                                                                    |
| 28-3-2021                                                              | Vienna                                                                 | Austria                                                                | 3 – 1                                                                  | Fær Øer                                                                | Qual. Mondiali 2022                                                    | -                                                                      |                                                                        |
| 31-3-2021                                                              | Vienna                                                                 | Austria                                                                | 0 – 4                                                                  | Danimarca                                                              | Qual. Mondiali 2022                                                    | -                                                                      | 82’                                                                    |
| 3-6-2022                                                               | Osijek                                                                 | Croazia                                                                | 0 – 3                                                                  | Austria                                                                | UEFA Nations League 2022-2023 - 1º Turno                               | -                                                                      |                                                                        |
| 10-6-2022                                                              | Vienna                                                                 | Austria                                                                | 1 – 1                                                                  | Francia                                                                | UEFA Nations League 2022-2023 - 1º Turno                               | -                                                                      |                                                                        |
| 13-6-2022                                                              | Copenaghen                                                             | Danimarca                                                              | 2 – 0                                                                  | Austria                                                                | UEFA Nations League 2022-2023 - 1º Turno                               | -                                                                      |                                                                        |
| 16-11-2022                                                             | Malaga                                                                 | Andorra                                                                | 0 – 1                                                                  | Austria                                                                | Amichevole                                                             | -                                                                      |                                                                        |
| 24-3-2023                                                              | Linz                                                                   | Austria                                                                | 4 – 1                                                                  | Azerbaigian                                                            | Qual. Euro 2024                                                        | -                                                                      | 74’                                                                    |
| 8-6-2024                                                               | San Gallo                                                              | Svizzera                                                               | 1 – 1                                                                  | Austria                                                                | Amichevole                                                             | -                                                                      | 67’                                                                    |
| 17-6-2024                                                              | Düsseldorf                                                             | Austria                                                                | 0 – 1                                                                  | Francia                                                                | Euro 2024 - 1º turno                                                   | -                                                                      | 59’                                                                    |
| 21-6-2024                                                              | Berlino                                                                | Polonia                                                                | 1 – 3                                                                  | Austria                                                                | Euro 2024 - 1º turno                                                   | 1                                                                      | 59’                                                                    |
| 10-10-2024                                                             | Linz                                                                   | Austria                                                                | 4 – 0                                                                  | Kazakistan                                                             | UEFA Nations League 2024-2025 - 1º turno                               | -                                                                      | 62’                                                                    |
| 13-10-2024                                                             | Linz                                                                   | Austria                                                                | 5 – 1                                                                  | Norvegia                                                               | UEFA Nations League 2024-2025 - 1º turno                               | -                                                                      | 78’                                                                    |
| 23-3-2025                                                              | Belgrado                                                               | Serbia                                                                 | 2 – 0                                                                  | Austria                                                                | UEFA Nations League 2024-2025 - Play-off                               | -                                                                      | 68’                                                                    |
| Totale                                                                 |                                                                        | Presenze                                                               | 16                                                                     |                                                                        | Reti                                                                   | 2                                                                      |                                                                        |

## Palmarès

### Club

#### Competizioni nazionali
- Campionato olandese: 1

Feyenoord: 2022-2023
- Coppa dei Paesi Bassi: 1

Feyenoord: 2023-2024
- Supercoppa dei Paesi Bassi: 1

Feyenoord: 2024

### Individuale
- Squadra della stagione della UEFA Europa Conference League: 1

2021-2022